# Grip Inc.
Grip Inc. — американская грув-метал группа и сайд-проект Дэйва Ломбардо, основанная в Лос-Анджелесе и просуществовавшая с 1993 по 2006 года.

## История
После рождения своего первого ребенка в 1993 году Ломбардо вместе с гитаристом Voodoocult Вальдемаром Сорихтой основал Grip Inc. Пара наняла басиста Джейсона Вибрукса и вокалиста Гаса Чемберса, чтобы дополнить состав, выпустив свой дебютный альбом Power of Inner Strength (1995), распространяемый через Metal Blade Records.
Перед выпуском альбома Ломбардо описал уход из Slayer как низкий этап карьеры, потому что он не знал, какую музыку играть. Обозреватель AllMusic Винсент Джеффрис похвалил Ломбардо за альбом, отметив, что поклонникам Slayer «понравится игра барабанщика на двойной бас-бочке и общая агрессия на протяжении всего диска». Сорихта сказал, что критики и меломаны всегда замечают ошибки в их музыке из-за популярности Ломбардо со Slayer — ожидая, что группа будет звучать как Slayer. Однако, когда Ломбардо использует двойной бас-барабан, Сорихта сказал, что люди жалуются, что «теперь Grip Inc. звучит точно так же, как Slayer».
Группа выпустила свой второй альбом Nemesis в 1997 году. Джеффрис похвалил Ломбардо за «сокрушительную игру на барабанах», которая занимает центральное место в альбоме. Басист Вибрукс покинул группу, и в 1997 году его заменил Стюарт Каррутерс. С новым басистом группа выпустила Solidify в 1999 году, который был описан Джеффрисом как шаг к «прогрессивным и экзотическим ритмам, структурам и инструментам, никогда не идя на компромисс с интенсивностью».

## Состав

### Последний состав
- Гас Чемберс — вокал (1993–2006; умер в 2008 г.)
- Дэйв Ломбардо — ударные, перкуссия (1993–2006)
- Вальдемар Сорихта — гитары (1993—2006), бас-гитара (1999—2006)

### Бывшие участники
- Чаз Гримальди — бас-гитара (1993)
- Бобби Густафсон — гитара (1993)
- Джейсон Вибрукс — бас-гитара (1993–1997)
- Стюарт Каррутерс — бас-гитара (1997–1999)

## Дискография
| Power of Inner Strength                                                                 | - Выпущен: 7 марта 1995 - Лейбл: Steamhammer/SPV - Форматы: CD, CS, LP, цифровая загрузка    | 91 | —  | —   | —  |
| Nemesis                                                                                 | - Выпущен: 25 февраля 1997 - Лейбл: Steamhammer/SPV - Форматы: CD, CS, LP, цифровая загрузка | 75 | 94 | —   | —  |
| Solidify                                                                                | - Выпущен: 23 февраля 1999 - Лейбл: Steamhammer/SPV - Форматы: CD, CS, цифровая загрузка     | 58 | —  | 65  | —  |
| Incorporated                                                                            | - Выпущен: 16 марта 2004 - Лейбл: Steamhammer/SPV - Форматы: CD                              | —  | —  | 140 | 45 |
| Hostage to Heaven EP                                                                    | - Выпущен: 9 июня 2015 - Лейбл: KFM - Форматы: цифровая загрузка                             | —  | —  | —   | —  |
| "—" обозначает запись, которая не вошла в чарт или не была выпущена на этой территории. |                                                                                              |    |    |     |    |